# Neobisium tantaleum
Neobisium tantaleum es una especie de arácnido del orden Pseudoscorpionida de la familia Neobisiidae.
Presenta las subespecies:
- Neobisium tantaleum jablanicae
- Neobisium tantaleum rivale
- Neobisium tantaleum tantaleum

## Distribución geográfica
Se encuentra en los territorios que antes se llamaban Yugoslavia.